# کلینتون (شهرستان ورنون، ویسکانسین)
کلینتون (به انگلیسی: Clinton) یک منطقهٔ مسکونی در ایالات متحده آمریکا است که در شهرستان ورنن، ویسکانسین واقع شده‌است. کلینتون ۹۳٫۰ کیلومتر مربع مساحت و ۱٬۳۵۴ نفر جمعیت دارد و ۳۸۴ متر بالاتر از سطح دریا واقع شده‌است.